# Рашка (держава)
Ра́шка — перша середньовічна держава сербів (або жупа, керована жупаном), що об'єднала сусідні племена сербів в основну державу сербів на Балканах в VII столітті.
Рашка отримала свою назву від однойменної річки, що протікає у південно-західній Сербії. Утворилася на місці візантійської феми-катепанату Рас.
Між XV та XVIII століттями термін «Рашка» використовувався для визначення південної частини рівнини Паннонія, де проживали серби, що мігрували туди з власне Балканської Рашки.
Одним з жупанів Рашки був Вук Бранкович.

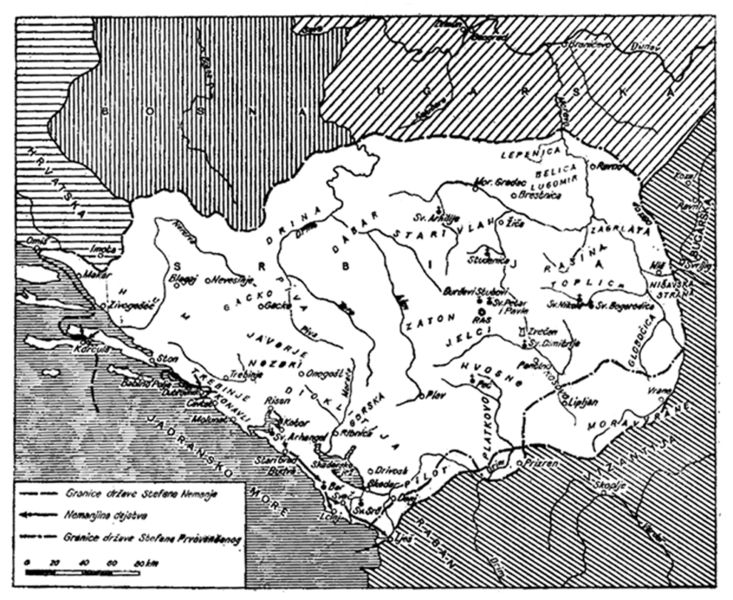
Рашка в 1150—1220, під правлінням Стефана Неманя та Стефана Првовенчани

## Жупани
Список великих жупанів Рашки охоплює період, коли вони володіли Рашкою та королівством Зета під проводом короля Бодина (1081—1101), до подальшої трансформації в Сербське королівство під проводом Стефана Первовінчаного (великий жупан 1196—1202 та 1204—1217, король 1217—1228). Закінчується список т.з. Вукановичами, які є з бічної гілки роду Неманів (1166/1168-1196), що отримали назву Неманичів.
- Вукан, жупан (1091—1112), великий жупан (1112—1118)
- Грачанский рат (1106—1120)
- Урош I, великий жупан (1143—1146), син Вукана
- Урош II Православ, великий жупан (1146—1155)
- Деса, жупан (1155—1162), великий жупан (1162—1165)
- - (?) Урош II Православ, великий жупан (1156—1162)
- - (?) Белош, великий жупан (1162)
- Тихомир, великий жупан (1165—1166/1168)
- Стефан Немани, великий жупан (1166/1168-1196)
- Стефан II Неманич (Первовінчаний), великий жупан (1196—1202) та (1204—1217), король (1217—1228)
- Вукан Неманич, великий жупан (1202—1204)